# Leucoptera genistae
Leucoptera genistae là một loài bướm đêm thuộc họ Lyonetiidae. Nó được tìm thấy ở Pháp, Ý, Áo, Hungary và Bulgaria.
Ấu trùng ăn Genista anglica và Genista germanica. Chúng ăn lá nơi chúng làm tổ. 